# The War of the Jewels
The War of the Jewels („Wojna o Klejnoty“) – wydana w 1994 jedenasta część Historii Śródziemia. Nie została przetłumaczona na język polski.
W książce Christopher Tolkien przedstawia drugą część (w Morgoth’s Ring – pierwszą) analizy końcowej fazy powstawania Silmarillionu, na którą składają się powojenne teksty J.R.R Tolkiena. Są to:
- The Grey Annals („Szare Roczniki“);
- Quenta Silmarillion, od momentu opuszczenia Valinoru przez Ñoldorów, w wersji najpóźniejszej;
- The Wanderings of Húrin („Wędrówki Húrina“), historia życia Húrina po opuszczeniu Angbandu;
- inne teksty niebędące częścią Silmarillionu, takie jak Meaglin czy Of the Ents and the Eagles, wyjaśniający pochodzenie entów i orłów;
- Quendi and Eldar, zawierający informacje o nazwach nadawanych sobie przez elfów po obudzeniu się oraz o ich językach.